# Henry Sidgwick
Henry Sidgwick (31 de mayo de 1838 - 28 de agosto de 1900) fue un filósofo utilitarista y economista inglés. Fue uno de los fundadores y el primer presidente de la Society for Psychical Research, miembro de la Metaphysical Society, y fue un activo defensor de la educación superior de las mujeres y de la investigación médica.

## Biografía
Nació en Skipton en Yorkshire, donde su padre, el Reverendo W. Sidgwick (m. 1841) era el director de la escuela primaria local, Ermysted's Grammar School. Henry recibió su educación en Rugby (donde su primo, quien después se volvería su cuñado), Edward White Benson —y más tarde Arzobispo de Canterbury— era el director), y en el Trinity College, Cambridge. Mientras permaneció en Trinity Sidgwick se hizo miembro de los Apóstoles de Cambridge. En 1859 había completado el tercer año, era el 33° wrangler, medallista del canciller y académico Craven. En el mismo año fue elegido para un puesto en la facultad del Trinity, e inmediatamente después se convirtió en profesor de la cátedra de clásicos, puesto que mantuvo durante diez años.
En 1869 cambió su cátedra por una en filosofía moral, tema al que había estado dirigiendo su atención. En el mismo año, tomando la decisión de que en buena consciencia no podía seguir declarándose a sí mismo como un miembro de la Iglesia de Inglaterra, renunció a su cátedra. Sin embargo conservó su puesto como conferenciante y en 1881 fue elegido miembro honorario (honorary fellow). En 1874 publicó Los métodos de la ética (6.ª ed. 1901, la cual contiene correcciones escritas justo antes de su muerte), estimado por el consenso general como una obra capital, la cual asentó su reputación fuera de la universidad. John Rawls la llamó el "primer trabajo verdaderamente académico en teoría moral, moderno tanto en su método como en su espíritu".
En 1875 fue nombrado praelector en filosofía moral y política en el Trinity y en 1883 fue elegido Profesor Knightbridge de filosofía. En 1885, habiéndose eliminado el test religioso, su college lo eligió nuevamente para un puesto en la facultad de la fundación.
Además de sus conferencias y sus labores literarias, Sidgwick tomó parte activa en la administración de la universidad, así como en muchas formas de trabajo social y filantrópico. Fue miembro del Consejo de Estudios Generales desde su fundación en 1882 hasta 1899; también fue miembro del Consejo del Senado del Indian Civil Service del Sindicato de Exámenes y Conferencias Locales, y director del Consejo Especial de Ciencias Morales.[cita requerida]

## Obras
Sidgwick ayudó a iniciar los exámenes de educación superior para mujeres y las conferencias de preparación llevadas a cabo en Cambridge. Fue a sugerencia suya y con su ayuda que Anne Clough abrió una residencia para estudiantes, que con el tiempo se convirtió en Newnham College, Cambridge. Cuando se añadió el "North Hall" en 1880, Sidgwick, que se había casado con Eleanor Mildred Balfour (hermana de A. J. Balfour), vivió ahí durante dos años. Tras la muerte de Clough en 1892 la Señora Sidgwick se convirtió en la directora del college, y ella y su marido vivieron ahí por el resto de sus vidas. Durante este período Sidgwick tomó un profundo interés en el bienestar del college. En política era un liberal y se afilió al partido Liberal Unionista (partido que después se unió al partido Tory en 1886. A principios de 1900 se vio forzado por mala salud a renunciar a su cátedra y murió unos meses después.[cita requerida]
Sidgwick era célebre como profesor. Trataba a sus pupilos como compañeros de estudio. Tenía un profundo interés en los fenómenos psíquicos, pero la mayor parte de sus energías las dedicaba al estudio de la religión y la filosofía. Educado en la Iglesia Anglicana, se fue alejando cada vez más del cristianismo ortodoxo, y ya desde 1862 se describía a sí mismo como un teísta. Por el resto de su vida, aunque consideraba a la cristiandad como "indispensable e irremplazable - viéndola desde una perspectiva sociológica", fue incapaz de regresar a ella como religión.

### Política
En economía política fue un utilitarista en la línea de John Stuart Mill y Jeremy Bentham. Su obra se caracterizó por su cuidadosa investigación de los principios fundamentales, tales como su distinción entre el razonamiento positivo y normativo, y por el análisis crítico, no siempre constructivo. Su influencia fue tan profunda que por ejemplo Alfred Marshall, fundador de la Escuela de Economía de Cambridge, lo describiría como su "padre y madre espiritual".

### Ética
En filosofía se dedicó a la ética y en particular al examen de principios intuitivos de conducta fundamentales y al problema del libre albedrío. Adoptó una posición que puede ser descrita como hedonismo ético (en su caso Universal) de acuerdo al cual el criterio de bondad en una acción cualquiera es que produzca la mayor cantidad posible de placer al conjunto. Sin embargo este hedonismo no está confinado al ego (egoísta), sino que involucra una preocupación por el placer de los otros, y se caracteriza además por ser universalista. Por último Sidgwick regresa al principio de que ningún hombre debería actuar de tal manera de destruir su propia felicidad.[cita requerida]
Su libro Los métodos de la ética (1874) es considerado como uno de los grandes libros de ética. Marca nuevos criterios de claridad y minuciosidad, consolida el utilitarismo como teoría modal líder y marca la agenda de la filosofía de la ética para las siguientes décadas. 
El principal objetivo de Sidgwick en Los métodos de la ética es explorar los contenidos de la moral "del sentido común" y determinar si los procesos de decisión que toma son compatibles entre ellos. Concluye que se usan tres modelos básicos en la moral ordinaria: 
1. Utilitarismo (maximizar la felicidad general);
2. Hedonismo egoísta (maximizar la propia felicidad);
3. Y él intuicionismo (seguir principios morales evidentes que prescriben actos -cómo decir la verdad- que son obligatorios moralmente, sin importar las consecuencias).

Considera que entre los pocos principios éticos evidentes por sí mismos están:
- Que el bien de un individuo no es más importante que el de ningún otro.

- Qué un ser racional debe "buscar" el bien general .

Continúa diciendo que el intuicionismo bien construido, se puede sintetizar totalmente con el utilitarismo. Es más difícil, admite Henry Sidgwick, armonizar el egoísmo y el utilitarismo.
Los egoístas afirman que cada persona debe buscar lo que es mejor para ellos. Dada la distinción entre personas, creía que era razonable aceptar ese principio de prudencia. La dificultad obvia es que parece entrar en conflicto con el principio de que un ser racional debe buscar el bien general. Sidgwick sugiere que si Dios existe, debería traer una armonía perfecta entre el propio interés y el servicio a los demás, pero no aprecia ninguna evidencia clara de esta existencia. Por lo tanto, concluye que es imposible hacer que nuestras intuiciones morales sean totalmente compatibles entre sí. Estamos estancados en lo que él llama un "dualismo de la razón práctica".

### De Sidgwick
- The Methods of Ethics. London, 1874, 7th ed. 1907.
- "The Theory of Evolution in its application to Practice", in Mind, Volume I, Number 1 January 1876, 52–67,
- Principles of Political Economy. London, 1883, 3rd ed. 1901.
- The Scope and Method of Economic Science. 1885.
- The Elements of Politics. London, 1891, 4th ed. 1919.
- Outlines of the History of Ethics. 1886, 5th ed. 1902 (enlarged from his article ethics in the Encyclopædia Britannica).
- "The Philosophy of Common Sense", in Mind, New Series, Volume IV, Number 14, April 1895, 145–158.
- "economic science and economics," Palgrave's Dictionary of Political Economy, 1896, v. 1, reprinted in The New Palgrave: A Dictionary of Economics, 1987, v. 2, 58-59.
- Practical Ethics. London, 1898, 2nd ed. 1909.
- Philosophy; its Scope and Relations. London, 1902.
- Lectures on the Ethics of T. H. Green, Mr Herbert Spencer and J. Martineau. 1902.
- The Development of European Polity. 1903.
- Miscellaneous Essays and Addresses. 1904.
- Lectures on the Philosophy of Kant. 1905.
- Sidgwick's writings available online

### Sobre Sidgwick

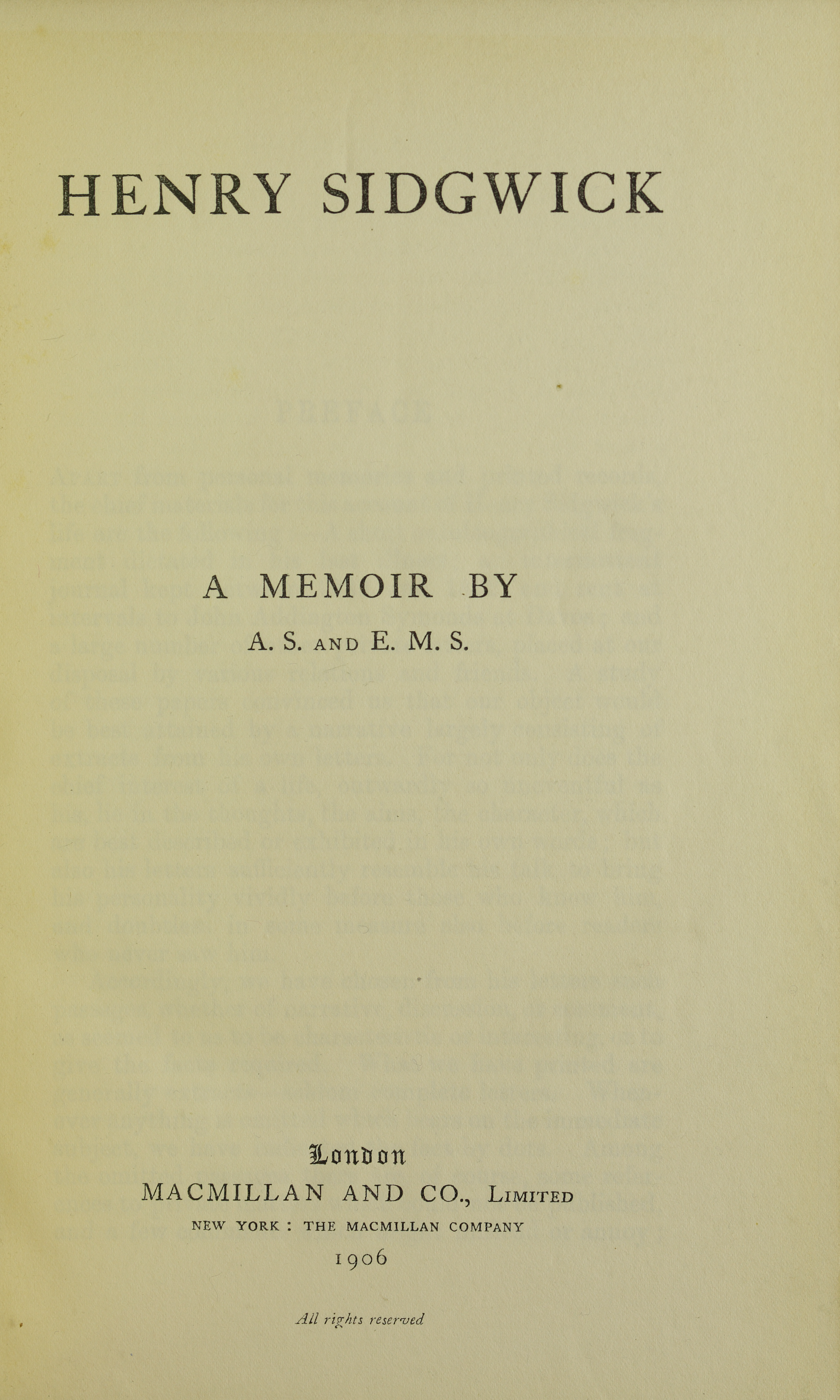
Arthur & Eleanor Mildred Sidgwick, Henry Sidgwick, 1906

- Schultz, Bart. Henry Sidgwick: Eye of the Universe. An Intellectual Biography. Cambridge: Cambridge University Press, 2004.
- Schultz, Bart. Henry Sidgwick. Stanford Encyclopedia of Philosophy. October 5, 2004.
- Blum, Deborah. Ghost Hunters. Arrow Books, 2007.
- Dawes, Ann. "Henry Sidgwick". Biograph, 2007
- (en francés) Geninet, Hortense. POLITIQUES COMPAREES, Henry Sidgwick et la politique moderne dans les Eléménts Politiques, Editado por Hortense Geninet, Francia, September 2009. ISBN 978-2-7466-1043-9